# Honoré Mercier

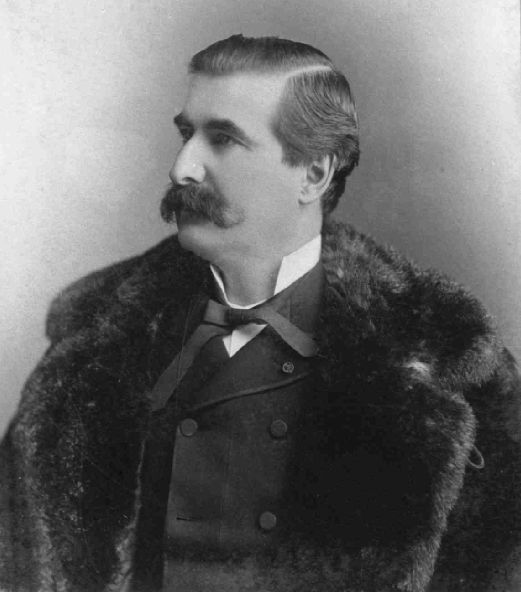
Honoré Mercier

Honoré Mercier (* 15. Oktober 1840 in Iberville, Québec; † 30. Oktober 1894 in Montreal) war ein kanadischer Politiker, Journalist und Rechtsanwalt. 1873/74 war er liberaler Abgeordneter im Unterhaus, ab 1879 saß er für die Parti libéral du Québec in der Nationalversammlung von Québec und hatte von 1883 bis 1892 den Parteivorsitz inne. Mercier war der neunte Premierminister der Provinz Québec. Er regierte vom 29. Januar 1887 bis zum 21. Dezember 1891, bis ihn ein Finanzskandal in seiner Partei zum Rücktritt zwang. Der anschließende Gerichtsprozess bestätigte seine Unschuld.

## Biografie

### Berufliche Tätigkeit und Einstieg in die Politik
Vater Jean-Baptiste war ein Bauer, der liberales Gedankengut vertrat und während der Rebellionen von 1837 inhaftiert worden war, weil er zwei Aufständische zur Flucht in die USA verholfen hatte. Mercier absolvierte das von Jesuiten geführte Collège Sainte-Marie in Montreal und erhielt 1865 die Zulassung als Rechtsanwalt. Während des Studiums war er von 1862 bis 1864 Redakteur der Zeitung Le Courrier de Saint-Hyacinthe. In seinen Zeitungsartikeln sprach er sich gegen Pläne zur Schaffung eines kanadischen Bundesstaates aus, da er befürchtete, die Situation der Frankokanadier würde sich dadurch verschlechtern.
Mercier ließ sich in der Stadt Saint-Hyacinthe nieder. Er führte dort eine Anwaltskanzlei und galt als einer der besten Kriminaljuristen. Mit der Zeit wich seine Ablehnung der Konföderation einer neutralen Einschätzung. 1867 heiratete er Léopoldine Boivin, die jedoch zwei Jahre später verstarb; die zweite Ehe mit Virginie Saint-Denis wurde 1871 geschlossen. Ein Jahr später trat er für die Liberale Partei zur Unterhauswahl 1872 an und siegte im Wahlbezirk Rouville. Da er sich in den Parlamentsdebatten häufig nicht an die Parteilinie hielt, verlor er den Rückhalt seiner eigenen Partei und kandidierte zwei Jahre später nicht bei der vorgezogenen Neuwahl. 1878 versuchte er es erneut, unterlag aber knapp dem konservativen Gegenkandidaten.

### Politischer Aufstieg
Henri-Gustave Joly de Lotbinière, der Premierminister Québecs, ernannte Mercier am 1. Mai 1879 zum stellvertretenden Justizminister (solicitor general). Einen Monat später wurde er zum Abgeordneten von Saint-Hyacinthe in der Nationalversammlung von Québec gewählt. Doch bereits am 31. Oktober 1879 zerbrach die liberale Provinzregierung. In den folgenden Jahren gewann Mercier innerhalb seiner Partei immer mehr an Einfluss und löste im Januar 1883 Joly als Vorsitzenden ab. Im selben Jahr gründete er die Zeitung Le Temps.
Die Hinrichtung des Métis-Rebellenführers Louis Riel am 16. November 1885 löste in weiten Bevölkerungskreisen Québecs Empörung aus. Mercier entfachte den frankokanadischen Nationalismus und benannte die Partei am folgenden Tag in Parti national um. Dadurch wollte er seine liberale Basis mit enttäuschten konservativen Dissidenten verstärken. Die Parti national, die offiziell nicht mit der Liberalen Partei auf Bundesebene verbunden war, sollte die Autonomie Québecs gegenüber den Zentralisierungsbemühungen des Bundes verteidigen, aber auch die französische und katholische Identität.
Die Wahl im Oktober 1886 endete mit einem knappen Sieg Merciers. Die konservative Regierung von Louis-Olivier Taillon hielt sich noch einige Wochen an der Macht, doch schließlich übernahm Mercier am 29. Januar 1887 das Amt des Premierministers. Es waren weniger Konservative beigetreten als erhofft, weshalb seine Partei bald wieder ihren angestammten Namen annahm.

### Höhepunkt und Niedergang
Als Premierminister führte Mercier im Jahr 1887 erstmals gemeinsame Konferenzen der kanadischen Provinzregierungen durch. Zusammen mit Oliver Mowat aus Ontario gehörte zu den ersten Premiers, die das Prinzip der Provinzautonomie innerhalb der Kanadischen Konföderation verteidigten und sich dafür einsetzten, das von der Bundesregierung beanspruchte Vetorecht bei der Gesetzgebung der Provinzen abzuschaffen. Durch eine verstärkte Binnenkolonisation, den Bau neuer Eisenbahnlinien und den Ausbau des Bildungswesens versuchte er, die wirtschaftliche Entfaltung der Frankokanadier zu fördern und die Abwanderung zu stoppen.
Die Liberalen siegten bei der Provinzwahl im Juni 1890 erneut und konnten ihre Mehrheit deutlich ausbauen. Mercier reiste im Sommer 1891 zu Verhandlungen in verschiedene europäische Länder, um Kredite für die wirtschaftliche Entwicklung Québecs auszuhandeln. Bei seiner Rückkehr im September 1891 wurde er in den Chaleur-Bucht-Skandal verwickelt. Ernest Pacaud, Schatzmeister seiner Partei, hatte Subventionen, die für den beschleunigten Abschluss eines Bahnprojektes bestimmt waren, in die Parteikasse geleitet. Trotz seiner Beteuerung, er habe von der Transaktion nichts gewusst, wurde Mercier am 16. Dezember 1891 durch Vizegouverneur Auguste-Réal Angers entlassen. Fünf Tage später trat Charles-Eugène Boucher de Boucherville seine Nachfolge an.

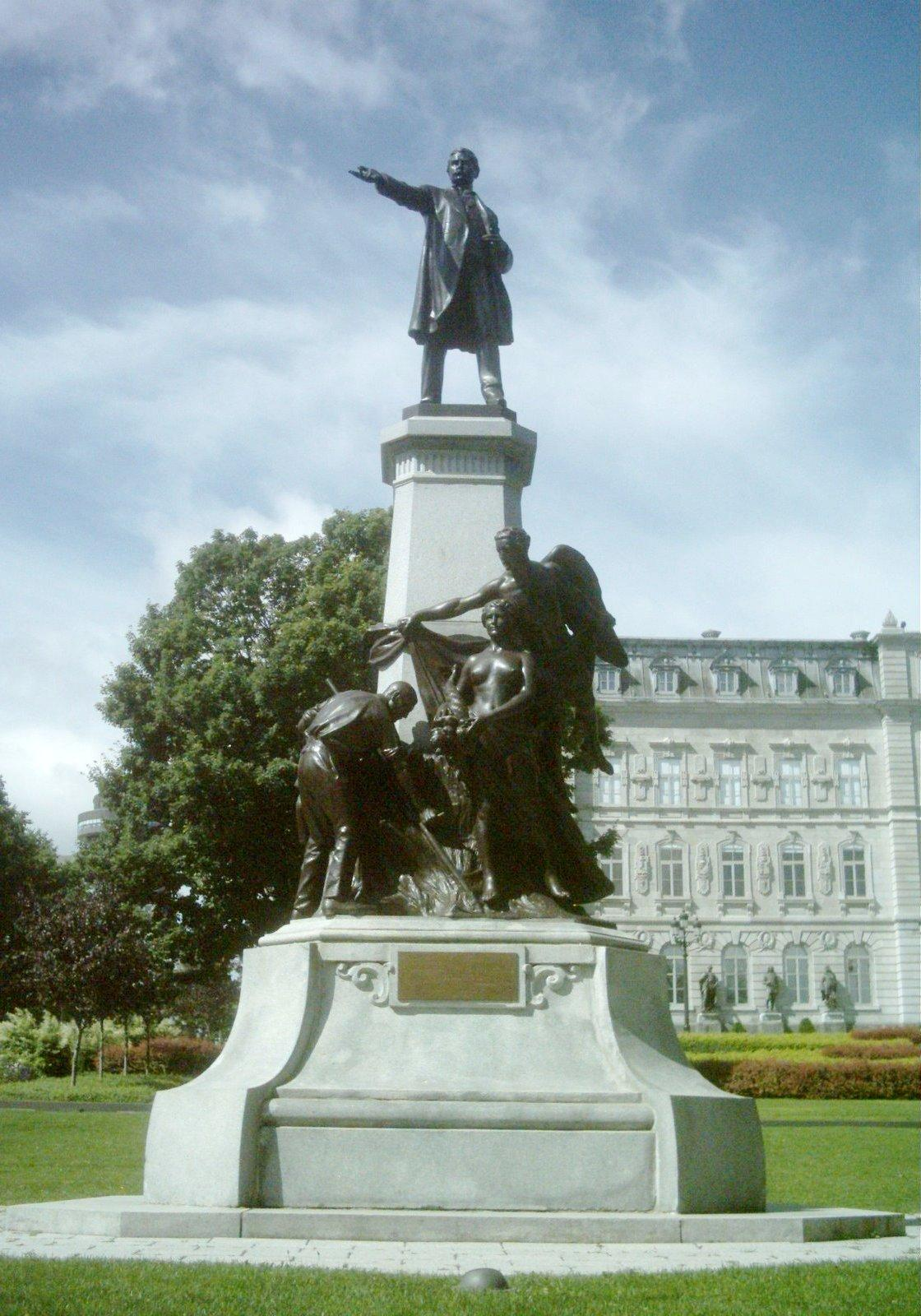
Statue zu Ehren Merciers vor dem Parlamentsgebäude in der Stadt Québec

Im März 1892 verloren die Liberalen die vorgezogene Neuwahl und der Parteivorsitz ging an Félix-Gabriel Marchand über. Obwohl ein Untersuchungsbericht zum Schluss gelangte, dass Mercier keine Schuld traf, wurde er wegen Betrugs angeklagt. Der darauf folgende Gerichtsprozess, der von unablässigen politischen Attacken seiner Gegner begleitet wurde, endete am 4. November 1892 mit seinem Freispruch. Mercier genoss zwar wieder die Sympathie der Bevölkerung, war aber an Diabetes erkrankt und finanziell ruiniert. Schließlich starb er am 30. Oktober 1894 im Alter von 54 Jahren. Eine über 70.000-köpfige Menschenmenge begleitete seinen Trauerzug zum Friedhof Notre-Dame-des-Neiges.
Merciers Tochter Élisa (aus erster Ehe) heiratete 1888 Lomer Gouin, der Québec von 1905 bis 1920 als Premierminister regierte.

### Ehrungen
Am 19. Mai 1938 ehrte die kanadische Regierung Mercier für sein Werk und Wirken, dadurch dass sie ihn zu einer „Person von nationaler historischer Bedeutung“ erklärte.